# Nikolaus Thiel
Nikolaus Thiel OCist (* 9. November 1969 in Linz, Oberösterreich) ist ein österreichischer Ordenspriester. Seit 12. Februar 2016 ist er Abt des Stiftes Schlierbach.

## Leben
Nikolaus Thiel wurde 1969 in Linz geboren und wuchs in Vorderstoder auf. Seine Schulzeit verbrachte er am Gymnasium der Abtei Schlierbach, wo er 1989 maturierte. Als Student der Musik und Theologie in Graz trat er 1995 als Novize in das Kloster Schlierbach ein. Nach Vollendung des Studiums und der ordensüblichen Ausbildung wurde er am 11. September 1999 in Vorderstoder zum Diakon und am 28. Mai 2000 in der Stiftskirche von Schlierbach zum Priester geweiht. 
Pastoralpraktikum in Schlierbach, Kaplanszeit in Kirchdorf und seit 2002 Pfarrprovisor von Wartberg an der Krems sind die bisherigen Stationen seines Priesterlebens. Klosterintern übernahm er in den Jahren 2008 bis 2013 das Priorenamt. Unter dem Vorsitz von Abtpräses Wolfgang Wiedermann aus dem Stift Zwettl wurde Nikolaus Thiel am 12. Februar 2016 vom Schlierbacher Konventkapitel zum 19. Abt dieses Klosters gewählt. Die Benediktion empfing er am 15. Mai 2016 durch Generalabt Mauro-Giuseppe Lepori in Anwesenheit des Linzer Diözesanbischofs Manfred Scheuer, dessen Vorgänger Maximilian Aichern und weiterer hochrangiger Gäste aus Kirche und Politik.
2018 wurde er von Kardinal-Großmeister Edwin Frederick Kardinal O’Brien zum Großoffizier des Päpstlichen Ritterordens vom Heiligen Grab zu Jerusalem ernannt und am 29. September 2018 in der Basilika von Frauenkirchen im Burgenland durch Abt Raimund Schreier, Großprior in Österreich, in den Päpstlichen Laienorden investiert. Er gehört der Komturei Salzkammergut an.